# Кургашла
Кургашла (баш. Ҡурғашлы) — деревня в Гафурийском районе Башкортостана, входит в состав Ташбукановского сельсовета.

## Географическое положение
Деревня находится в лесах в предгорьях Южного Урала. Расположена на реке Кургашлы в 8,5 км к северо-востоку от села Нижний Ташбукан и в 13 км к юго-востоку от посёлка Красноусольский.

## Население

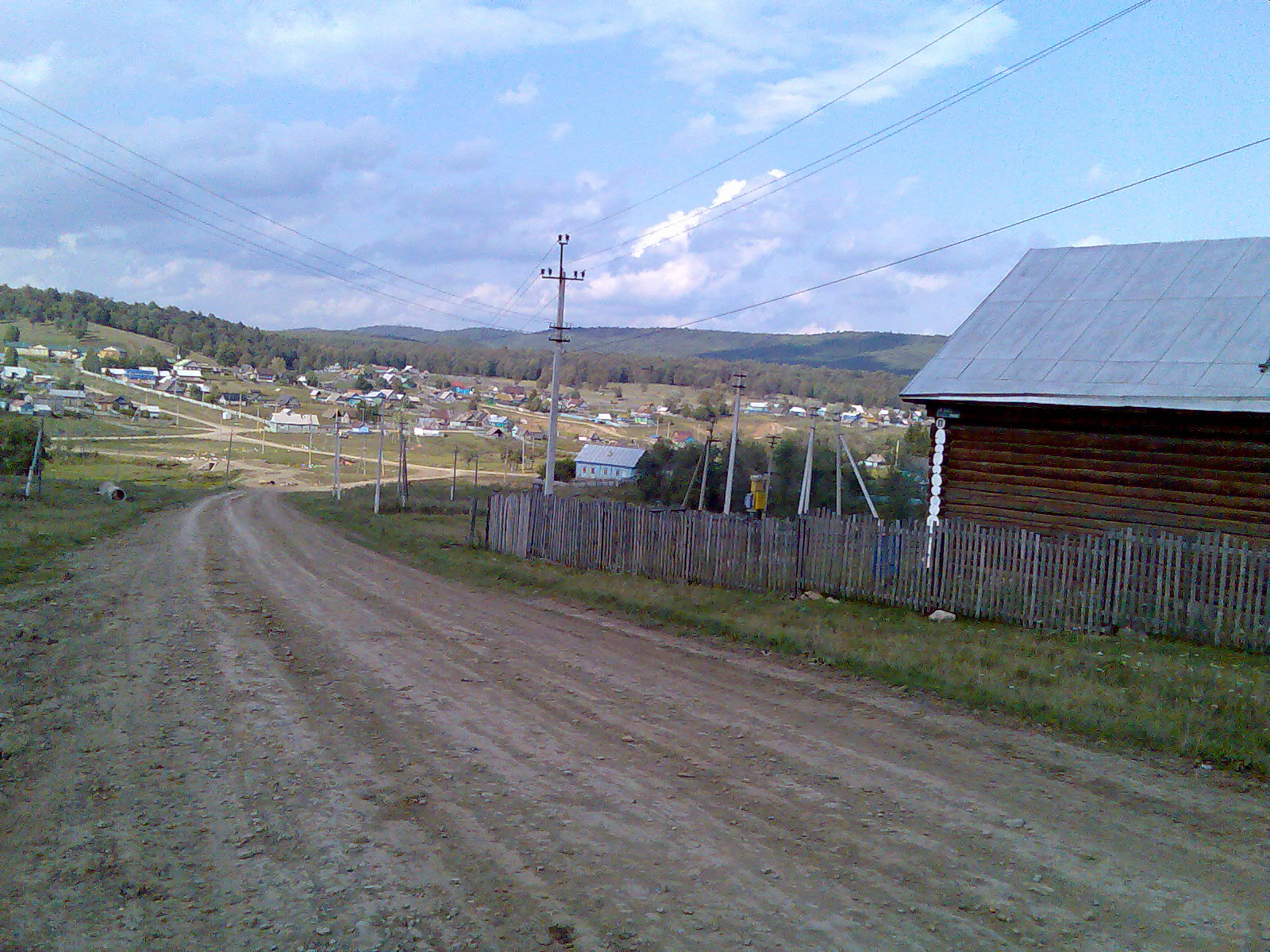

| 2002 | 2009 | 2010 |
| ---- | ---- | ---- |
| 429  | ↘347 | ↘280 |

Согласно переписи 2002 года, преобладающая национальность — башкиры (99 %).

## Лесное хозяйство
Кургашла начала развиваться после создания в 1959 году леспромхоза. В 1990-х годах лесхоз разрушился.

## Религия
В деревне есть мечеть Иман Нуры.